# Thùy Liên
Thùy Liên (sinh ngày 11 tháng 2 năm 1952) là một diễn viên điện ảnh, diễn viên sân khấu người Việt Nam trong thập niên 1970–1980. Bà thường được biết đến với vai Sáu Linh trong bộ phim Mùa gió chướng và được Nhà nước Việt Nam phong tặng danh hiệu Nghệ sĩ ưu tú.

## Cuộc đời
Thùy Liên, tên thật là Ngô Thị Liên, sinh ngày 11 tháng 2 năm 1952 tại huyện Đại Lộc, tỉnh Quảng Nam. Năm 1957, bà theo gia đình vào Sài Gòn sinh sống, từ nhỏ bà đã rất đam mê văn nghệ. Năm học cấp 3 ở Trường Hưng Đạo, bà đã là một nữ sinh chuyên diễn kịch có tiếng ở trường, chính vì lý do này mà bà được các đạo diễn Lê Hoàng Hoa, Lưu Bạch Đàn phát hiện và cho đóng vai phụ trong các phim Bão tình, Chàng ngốc gặp hên và Ngàn dặm tình anh. Năm 1976, đạo diễn Khương Mễ đã mời bà đóng một vai nhỏ trong bộ phim cách mạng Cô Nhíp, đây là một trong những bộ phim truyện đầu tiên được ra đời sau Sự kiện 30 tháng 4 năm 1975.
Năm 1978, bà đảm nhận tới 2 vai diễn chính: Bảy Hạnh trong phim Tình đất Củ Chi (đạo diễn Mai Lộc) và Sáu Linh trong phim Mùa gió chướng (đạo diễn Nguyễn Hồng Sến). Bộ phim Mùa gió chướng đánh dấu sự trở lại của Hồng Sến với vai trò đạo diễn khi đã được tu nghiệp tại nước ngoài và là bộ phim truyện đầu tay của ông. Theo bà chia sẻ, trong quá trình quay phim Mùa gió chướng kéo dài suốt 3 tháng ở vùng Đồng Tháp Mười, bà thường xuyên lội nước làm rất nhiều đỉa bám lên chân; đoàn phim phải sinh hoạt trên chiếc tắc ráng; chuyện vệ sinh, tắm rửa của đoàn đều phải lặn xuống sông để giải quyết. Với 2 vai diễn trên, bà đã đoạt giải Bông sen vàng dành cho nữ diễn viên chính xuất sắc hạng mục phim truyện điện ảnh tại Liên hoan phim Việt Nam lần thứ 5 tổ chức tại Hà Nội, trở thành nữ diễn viên miền Nam đầu tiên nhận được giải thưởng này.
Năm 1985, Thùy Liên đoạt huy chương vàng tại hội diễn sân khấu toàn quốc được tổ chức tại Thành phố Hồ Chí Minh với vở kịch Xa thành phố yêu dấu. Đến năm 1993, bà được Nhà nước Việt Nam phong tặng danh hiệu Nghệ sĩ ưu tú. Từ thập niên 2000, bà chuyển sang dòng phim truyền hình và vào vai những người bà, người mẹ trong các bộ phim như Gió rừng tràm, Chuyện ngày ấy quê tôi, Sương gió biên thùy.

## Các phim đã tham gia

### Điện ảnh
| Năm  | Phim                  | Vai diễn    | Đạo diễn             | Ghi chú    | Nguồn         |
| ---- | --------------------- | ----------- | -------------------- | ---------- | ------------- |
| 1976 | Cô Nhíp               | Nữ y tá     | NSƯT Khương Mễ       | [ a ]      | [ 11 ] [ 12 ] |
| 1978 | Chiều sâu lòng đất    | Nga         | NSƯT Khương Mễ       |            | [ 11 ] [ 13 ] |
| 1978 | Tình đất Củ Chi       | Bảy Hạnh    | NSND Mai Lộc         |            | [ 14 ] [ 15 ] |
| 1978 | Mùa gió chướng        | Sáu Linh    | NSND Nguyễn Hồng Sến | [ b ]      | [ 16 ] [ 17 ] |
| 1980 | Đường dây Côn Đảo     | Tuyết Mai   | Bùi Sơn Duân         |            | [ 18 ]        |
| 1980 | Ngọn lửa Thành Đồng   | Thím Hai    | NSƯT Lê Mộng Hoàng   | [ c ]      | [ 19 ] [ 20 ] |
| 1981 | Phượng                | Tư Hà       | NSƯT Lê Văn Duy      |            |               |
| 1982 | Hạnh phúc ở quanh đây | Hồng Hiên   | Xuân Thành           |            |               |
| 1985 | Khoảng vượt           | Út Hường    | NSƯT Lê Văn Duy      |            |               |
| 1985 | Hai Cũ                | Vợ Hai Cũ   | Lam Sơn              |            |               |
| 1986 | Đứa con và người lính | Thương Thảo | Châu Huế             |            | [ 21 ]        |
| 1990 | Cô thủ môn tội nghiệp | Má của Hiền | Trần Cảnh Đôn        | Phim video |               |
| 1992 | Bọn trẻ               | Hoài Linh   | NSND Nguyễn Khánh Dư |            |               |
| 1992 | Cát bụi hè đường      | Cô Nhân     | NSND Nguyễn Khánh Dư |            |               |

## Đời tư
Bà lập gia đình với ông Huỳnh Kim Thạch, tức soạn giả Mai Quân – nguyên Phó Tổng thư kí Hội Sân khấu Thành phố Hồ Chí Minh, ông là nhà hoạt động cách mạng lão thành và đã được trao tặng Huy hiệu 60 năm tuổi Đảng cùng nhiều huân chương khác. Vợ chồng bà sinh được hai người con gái.